# Megachile hypoleuca
Megachile hypoleuca là một loài Hymenoptera trong họ Megachilidae. Loài này được Cockerell mô tả khoa học năm 1927.